# Fantastic (chanson)
Singles de Ami Suzuki
Little Crystal
(2005) Alright!
(2006)
Fantastic est le sixième single de Ami Suzuki sorti sous le label Avex Trax, et son 21e au total en comptant les douze sortis chez Sony Music, deux auto-produits et un spécial.

## Présentation
Le single sort le 8 février 2006 au Japon sous le label Avex Trax, produit par Max Matsuura, deux mois seulement après le précédent, Little Crystal. Il atteint la 14e place du classement de l'Oricon. Il se vend à 14 167 exemplaires la première semaine, et reste classé pendant 5 semaines, pour un total de 20 213 exemplaires vendus durant cette période. Il sort également au format "CD+DVD" avec une pochette différente et incluant un DVD contenant le clip vidéo de la chanson-titre.
Il sort aussi dans une édition limitée avec une pochette tirée de la série anime adapté du manga Blackjack, ne contenant que la chanson-titre (et sa version instrumentale) qui sert de générique d'ouverture de la série en question. La chanson-titre figurera dans une version remixée sur l'album de remix Amix World qui sort deux mois plus tard, puis dans sa version originale sur l'album Connetta de 2007.

## Liste des titres
Toutes les paroles sont écrites par Ami Suzuki.
| 1. | Fantastic                                      | Y@suo Ohtani  | Ken Harada   | 4:42 |
| 2. | Slow Motion (スローモーション)                 | Kei Yoshikawa | Keiji Tanabe | 5:09 |
| 3. | Fantastic (Instrumental)                       | Y@suo Ohtani  | Ken Harada   | 4:42 |
| 4. | Slow Motion (Instrumental) (スローモーション…) | Kei Yoshikawa | Keiji Tanabe | 5:06 |

| 1. | Fantastic |  |

| 1. | Fantastic                | Y@suo Ohtani | Ken Harada | 4:42 |
| 2. | Fantastic (Instrumental) | Y@suo Ohtani | Ken Harada | 4:42 |

## Interprétations à la télévision
- Music Fighter (3 février 2006)
- Utaban (9 février 2006)
- Pop Jam (10 février 2006)
- Melodix (18 février 2006)